# جنگ دوم چچن
جنگ دوم چچن (روسی: Втора́я чече́нская война́) یک درگیری مسلحانه در منطقه چچن و دیگر مناطق مرزی قفقاز شمالی بین فدراسیون روسیه و جمهوری چچن ایچکریا بود که از اوت ۱۹۹۹ تا آوریل ۲۰۰۹ به طول انجامید.
در هفتم اوت ۱۹۹۹، نیروهای اسلام‌گرای چچنی به منطقه داغستان نفوذ و آن را به عنوان یک کشور مستقل اعلام کردند و نیروهای روسیه همزمان با فراخوان جهادی که در یکم اکتبر در چچن اعلام شد، وارد این منطقه شدند. این لشکرکشی به حکومت مستقل جمهوری چچن ایچکریا پایان داد و کنترل دولت فدرال روسیه را بدین مناطق بازگرداند.
طی این جنگ، نیروهای شبه‌نظامی روسیه و چچنی‌های طرفدار آن، در مقابل با جدایی‌طلبان چچن چنگیدند و گروزنی، پایتخت چچن را پس از یک محاصره زمستانی که از اواخر سال ۱۹۹۹ تا فوریه ۲۰۰۰ ادامه داشت، به دست گرفتند. روسیه در مه ۲۰۰۰ و پس از یک آفند تمام عیار، کنترل مستقیم چچن را به دست گرفت ولی با این حال، جنبش مقاومت نظامی چچن در منطقه قفقاز شمالی همچنان تلفات سنگین را بر روس‌ها تحمیل می‌کند و کنترل سیاسی روسیه بر چچن را برای سال‌های آینده نیز به چالش می‌کشد. برخی از جدایی‌طلبان چچنی همچنین حملاتی علیه غیرنظامیان در روسیه انجام دادند. این حملات و همچنین نقض گسترده حقوق بشر توسط هر دو طرف روسی و تجزیه‌طلب، محکومیت بین‌المللی را به همراه داشته‌است.
تا سال ۱۹۹۹ 
، روسیه جنبش جدایی‌طلبانه چچن را به شدت ناتوان کرد و درگیری در مقیاس بزرگ متوقف شد و ارتش و وزارت کشور روسیه از اشغال خیابان‌ها دست برداشتند. بازسازی گروزنی آغاز شد و بخش بزرگی از شهر و مناطق اطراف آن به سرعت بازسازی شدند. خشونت‌های پراکنده در سرتاسر قفقاز شمالی تاکنون ادامه دارد و بمباران‌های گاه به گاه و کمین‌هایی که سربازان فدرال و نیروهای دولت‌های منطقه را هدف قرار می‌دهد هنوز هم رخ می‌دهند.
در ۱۶ آوریل ۲۰۰۹، عملیات دولت در چچن رسماً به پایان رسید. با ترک دوباره منطقه توسط ارتش، مسئولیت برخورد با شورشیان سطح پایین عمدتاً توسط نیروهای پلیس محلی انجام می‌گیرد. سه ماه بعد احمد زاکایف، رهبر تبعیدشدهٔ دولت جدایی‌طلب خواستار توقف مقاومت مسلحانه در برابر نیروهای پلیس چچن از اول اوت شد و گفت که امیدوار است «با شروع این روز چچنی‌ها هرگز به یکدیگر شلیک نکنند». این نشانه پایان مناقشه چچن بود.
آمار دقیق مرگ و میر ناشی از این درگیری مشخص نیست. تلفات روسیه در حدود ۷٬۵۰۰ (آمار رسمی دولت روسیه) یا ۱۴٬۰۰۰ نفر (آمار کمیته مادران سربازان روسیه) اعلام شده‌است. منابع غیررسمی بین ۲۵٬۰۰۰ تا ۵۰٬۰۰۰ کشته یا مفقود را که عمدتاً از غیرنظامیان چچن بودند، تخمین می‌زنند.

## پایه‌های تاریخی درگیری
در روزگار باستان دامنه‌های شمالی کوه‌های قفقاز محل زندگی اقوام چرکس در غرب و اقوام آوار در شرق بود. در بین این دو منطقه زیگی‌ها نواحی زیگ را اشغال کرده بودند که تقریباً منطقه‌ای است که امروزه در شمال آن اوستیا، بالکار، اینگوش و جمهوری چچن قرار دارد. چچن منطقه‌ای در شمال قفقاز است که در درازای تاریخ دائماً در حال نبرد با کشورهای بیگانه بوده‌است. این نبردها ابتدا با ترک‌های عثمانی در سدهٔ ۱۵ آغاز گردید. در نهایت چچن‌ها به اسلام روی آورده و تنش با ترک‌ها را به کاهش گذاردند؛ به‌هرحال درگیری‌ها با همسایگان مسیحی مانند گرجی‌ها و قزاقها، همچنین با بودائیان کالمیک شدت یافت. در سال ۱۵۷۷، سپاه قزاق تِرِک روسی توسط قزاق‌های آزاد ساکن مناطق ولگا بسوی رودخانه تِرک، در مناطق پَست چچن شکل گرفت. در سال ۱۷۸۳، روسیه و پادشاهی گرجی کارتل–کاختی (که در اثر تاخت و تاز ترکان ضعیف بود) پیمان گئورگی‌وسک را امضاء نمودند که بر طبق آن کارتل – کاختی تحت حفاظت روسیه قرار گرفت. به منظور حفاظت از کانال‌های ارتباطی با گرجستان و دیگر مناطق فراقفقاز، امپراتوری روسیه آغاز به گسترش نفوذ خود بر کوه‌های قفقاز نمود. ریشه‌های مقاومت کنونی در مقابل حاکمیت روسیه در سدهٔ ۱۸ و سال‌های (۱۷۹۱ – ۱۷۸۵) قرار دارد که نتیجه گسترش نفوذ روسیه بر مناطقی که قبلاً زیر نفوذ ترکیه و ایران بود، قلمداد می‌گردد. این مقاومت زیر رهبری منصور آشورما – یک شیخ نقشبندی (صوفی) – با حمایت متزلزل قبایل قزاق شمالی انجام می‌شد. منصور امید داشت که بتواند یک کشور اسلامی ماوراءقفقاز تحت قوانین شریعت اسلامی ایجاد نماید ولی سرانجام، هم به دلیل مقاومت روسی و هم مخالفت بسیاری از مردم چچن (که خیلی از آن‌ها در آن زمان هنوز اسلام نیاورده بودند) موفق به انجام چنین هدفی نگردید. پرچم نهضت او پسانترها توسط امام شمیل از مردم آوار یعنی کسی که از سال ۱۸۳۴ تا ۱۸۵۹ علیه روسیه جنگید، برافراشته شد.

### حاکمیت شوروی
در هر زمانی که حکومت روسیه با بلاتکلیفی داخلی روبرو می‌شد، آتش شورش چچن به‌عنوان صفتی مشخص، شعله‌ور می‌گشت. شورش‌های چچن در دوران جنگ روسیه – ترکیه (۱۸۷۸ – ۱۸۷۷)، انقلاب سال ۱۹۰۵ روسیه، انقلاب سال ۱۹۱۷ روسیه، جنگ داخلی روسیه و اشتراکی‌سازی بالا گرفتند. در زمان حاکمیت شوروی و در اواخر دهه ۱۹۳۰، چچن با اینگوشیتیا متحد شده و جمهوری خود مختار چچن و اینگوش را تشکیل دادند.
اگرچه چچن مجدد در دهه ۱۹۴۰ به تقابل با روسیه پرداخت، ولی نتیجه آن تبعید مردم چچن به قزاقستان شوروی و سیبری در زمان جنگ جهانی دوم بود.
استدلال استالین و برخی دیگر آن بود که این عمل به منظور جلوگیری مردم چچن از کمک به آلمان، در زمان جنگ جهانی دوم لازم، بوده‌است. اگرچه جبهه آلمان هیچگاه به مرزهای چچن نرسید، یک حرکت پارتیزان فعال تهدید به تجمیع قدرت دفاعی شوروی در قفقاز نمود. (والنتین پیکول نویسنده شاخص در نوشتار تاریخی خود با نام بربروسا این‌گونه ادعا می‌نماید که در سال ۱۹۴۲ و در حالی که شهر گروزنی خود را برای محاصره آماده می‌نمود، کلیه هواپیماهای بمب‌افکن پایگاه جبهه قفقاز به جای رویاروئی با آلمان محاصره استالینگراد اجباراً جهت سرکوب شورشیان چچن اعزام گشتند. همچنین پرتاب محموله‌های سری آلمان در چچن و استراق سمع تبادلات رادیوئی آلمان با شورشیان چچن امری عادی بحساب می‌آمد. پس از سال ۱۹۵۶ و در طی دوران استالین زدایی تحت حکومت نیکیتا خروشچف، به مردم چچن اجازه برگشت به سرزمین خود داده شد.
سیاست‌های روسیه گرائی در چچن پس از سال ۱۹۵۶ و از طریق تخصص در زبان روسی که در بسیاری از زمینه‌های زندگی و پیشرفت در سیستم شوروی امری لازم بحساب می‌آمد، ادامه یافت. با فروپاشی قریب‌الوقوع اتحاد جماهیر شوروی در سال ۱۹۹۰، یک تحرک مستقل که در ابتدا با نام کنگره ملی چچن شناخته شد، شکل گرفت. این تحرک با مخالفت بسیار شدید بوریس یلتسین رئیس فدراسیون روسیه مواجه شد. دلایل او برای این مخالفت عبارت بودند از: (۱) چچن از هویت مستقلی در داخل اتحاد جماهیر شوروی برخوردار نیست -؛ هویتی که بالتیک، آسیای مرکزی و دیگر ایالات قفقازی از آن برخوردار بودند -؛ بلکه جزئی از جمهوری سوسیالیست فدرال جماهیر شوروی بوده و بر طبق قانون اساسی شوروی این کشور حق انتزاع ندارد؛ (۲) در صورت اعطای چنین حقی به چچن، امکان پیوستن سایر گروه‌های نژادی داخل روسیه، مانند تاتارها به چچنی‌ها و درخواست انتزاع از فدراسیون روسیه متصور خواهد گردید؛ و (۳) چچن از لحاظ موقعیت استراتژیک بر ساختارهای نفتی مسلط بوده و از اینرو امکان در مخاطره قرار دادن اقتصاد کشور و کنترل آن بر منابع نفتی را دارا است.

### جنگ اول چچن
جنگ اول چچن زمانی رخ داد که نیروهای روسی برای جلوگیری از انتزاع چچن وارد یک جنگ دو ساله از سال ۱۹۹۴ تا ۱۹۹۶ گردیدند. علی‌رغم بهره‌گیری از نیروی انسانی نظامی پر قدرت، تسلیحات و پشتیبانی هوائی، نیروهای روسی به دلیل حملات بیشمار رعد آسا و موفق رزمنده چچن، قادر به کنترل مؤثر مناطق کوهستانی نگردیدند. تضعیف روحیه گسترده نیروهای روسی در منطقه باعث شد که در سال ۱۹۹۶، بوریس یلتسین رئیس‌جمهور روسیه اعلام آتش‌بس نموده و در همان سال یک پیمان صلح را امضاء نماید.
جنگ یک شکست برای روسیه و علی‌رغم پیروزی، یک فاجعه برای چچنی‌ها بود. تخمین‌های محافظه کارانه تلفات نظامی روسیه را ۷۵۰۰ نفر به‌علاوه ۴۰۰۰ نفر جنگجوی چچنی و بیش از ۳۵۰۰۰ غیرنظامی برآورد می‌کنند – که در کل عدد ۴۶۵۰۰ کشته را رقم می‌زند. دیگر تخمین‌ها این تعداد را بین ۸۰۰۰۰ تا ۱۰۰۰۰۰ نفر اعلام می‌کنند.